# غلوريا غري
غلوريا غري (بالإنجليزية: Gloria Grey)‏ هي مخرجة وممثلة أمريكية، ولدت في 23 أكتوبر 1909 ببورتلاند في الولايات المتحدة، وتوفيت في 22 نوفمبر 1947 في الولايات المتحدة.

## وصلات خارجية
- غلوريا غري على موقع IMDb (الإنجليزية)
- غلوريا غري على موقع أول موفي (الإنجليزية)
- غلوريا غري على موقع قاعدة بيانات الفيلم (الإنجليزية)
- غلوريا غري على موقع كينوبويسك (الروسية)